# Bruno Castro

Bruno Castro é professor, compositor e músico. 
Carioca, nascido na Penha e criado no Méier, desde muito novo demonstrava interesse pela música, frequentava as rodas de samba do Bloco Carnavalesco Cacique de Ramos, e era muito amigo de Bira Presidente. Em 1997, já formado em Educação Física pela UFRJ, foi convidado para integrar a banda da cantora e compositora Dona Ivone Lara com a qual excursionou por todo o Brasil, Europa, África, América do Norte e América Central e da qual é componente até hoje.
Em 2006 Bruno Castro lançou seu primeiro CD solo com participações especialíssimas de: Dona Ivone Lara, Luís Carlos da Vila, Cia. Folclórica do Rio-UFRJ e Thaís Mota. O CD foi amplamente prestigiado pelos principais críticos cariocas como: Tárik de Souza, Luís Fernando Viana e João Pimentel.
Entre os anos de 2006 e 2010 Bruno Castro dedicou-se a dois importantes projetos: a conclusão de sua dissertação de mestrado onde estudou “Os Hinos Oficiais e Populares dos principais clubes de futebol carioca”, legando um importante material a cultura futebolística nacional sob orientação do saudoso professor e ex-ministro dos esportes Manoel Tubino e a gravação do CD autoral “Nas Escritas da Vida” em parceria com Dona Ivone Lara.
Bruno Castro foi sub-secretário municipal de esportes e lazer da cidade do Rio de Janeiro (2008 a 2010), coordenador de Vila Olímpica na cidade do Rio de Janeiro (2000 a 2002) e prestou consultoria para a Secretaria Municipal de Educação do Rio de Janeiro (SME/RJ), no projeto GEO (Ginásio Experimental Olímpico) .
Mestre em Ciência da Motricidade Humana pela UCB, Pós Graduado em Administração Escolar pela UGF, com MBA em Administração Esportiva pela FGV e Graduação em Educação Física pela UFRJ, Bruno Castro é professor de Ética no curso de Educação Física da Universidade Castelo Branco, diretor de Esporte e Cultura do Colégio Santa Mônica e pesquisador voluntário do Instituto Cravo Albim da Música Popular Brasileira.

## Discografia
- ”Baú da Dona Ivone”
- ”Nas escritas da vida”